# Wilhelm Carlson
Erik Wilhelm Carlson, född 14 oktober 1841 i Stenkvista socken, Södermanlands län, död 1 augusti 1919 i Huddinge församling, var en svensk direktör och riksdagsman.
Wilhelm Carlson var ledamot av riksdagens andra kammare.